# Coyote (télévision)
Pour les articles homonymes, voir Coyote (homonymie).
Coyote Conseil est une société de production de télévision française créée en janvier 1989 (anciennement appelée Pro CD) par l'animateur Christophe Dechavanne et par Fabrice Bonanno.
Le Groupe Coyote produit des formats originaux tels que La Soirée de l'étrange, Qui sera le meilleur ce soir ?, Bête de scène, et adapte également des émissions internationales à succès comme Une famille en or, Bienvenue chez nous ou Le Plus Grand Quiz de France.

## Activités
La société Coyote produit aujourd’hui pour la chaîne commerciale française TF1 des formats originaux diffusés principalement en direct et en prime-time.
Côté TNT, Coyote a produit des programmes tels que Zone Paranormale diffusé en prime-time sur TMC et présenté par Laurence Boccolini et il a aussi produit le JT agité sur W9. Sur le câble, c’est avec des documentaires tels que celui consacré à Bob Sinclar (diffusé sur TF6) ou des émissions telles que Sex Crime présentée par Mareva Galanter, que Coyote s’est illustrée. Des formats internationaux ont également été adaptés par Coyote parmi lesquels Une famille en or (Family Feud), Bienvenue chez nous (4 in the Bed), Next, Ma belle-mère et moi (Date my Mum), Le mur infernal (Hole in the wall), ou Chut, chut, chut (Silent Library).
Coyote est aujourd’hui un groupe qui se diversifie en produisant de nouveaux contenus grâce à sa filiale Charlie Delta Média[réf. nécessaire].
Fin 2015 est créée la filiale Coyote Live, qui coproduit la tournée Âge tendre, la tournée des idoles, qui fête ses 10 ans, en tournée à partir de novembre 2016.
Le 21 mars 2024, Christophe Dechavanne fait ses adieux à son entreprise. Dans un communiqué de presse le jeudi 21 mars 2024, le groupe Sixtine annonce détenir désormais le contrôle et la présidence de Coyote Conseil, société de production fondée par Christophe Dechavanne en janvier 1989,.

## Productions
- Mai 1988 - juin 1992 : Ciel, mon mardi ! (TF1)
- Juillet 1991 – juin 2010 : Combien ça coûte ? (TF1)
- Juillet 1992[4] - août 1992[5]: Rumeurs (TF1)
- Septembre 1992 - juin 1994 : Coucou c'est nous ! (TF1)
- 1992 – 1993 : La première fois (TF1)
- Septembre 1993 - juin 1994 : Faut pas pousser (TF1)
- Septembre 1994 - juin 1995 : 37°5 le soir (TF1)
- Septembre 1994 - juin 1997 : Famille, je vous aime (TF1)
- Janvier 1995 - juin 1995 : Coucou ! (TF1)
- Septembre 1995 - juin 1996 : Comme un lundi (TF1)
- Novembre 1996 - janvier 1997 : Mes meilleurs amis (France 2)
- Janvier 1997[6] - juin 1997[7]: Télé qua non (France 2)
- Janvier 1997 - Mars 1997 : Les Beaux Joueurs (France 2)
- Septembre 1997 - juin 1998 : Du fer dans les épinards (France 2)
- Mars 1999 : Aime comme maman (France 2)
- Septembre 1999 - juin 2000 : Côté weekend (La Cinquième)
- Mai 2000 : Forts en gueule (TF1)
- Septembre 2000 – juin 2001 : Ciel, mon mardi ! : Le retour (TF1)
- Octobre 2000 – septembre 2006 : Carte postale gourmande (La Cinquième, puis France 5)
- Septembre 2001 - octobre 2001 : Tant qu'il y aura un homme (TF1)
- Février 2004 : Coucou c'est nous ! : 10 ans déjà (TF1)
- Septembre 2004 - avril 2005 : Au secours, ils reviennent (TF1)
- 2004 - Juin 2010 : La plus belle femme du monde (TF1)
- Février 2005 : Le plus bel homme du monde (TF1)
- Février 2005 - Mai 2010 : Bêtes de scène (TF1)
- Avril 2005 - Juillet 2010 : La soirée de l'étrange (TF1)
- Octobre 2005 : Le certif' (TF1)
- Février 2006 : Les 60 images qui ont marqué les Français (TF1)
- Mai 2006 : Les 50 personnalités qui ont choqué les Français (TF1)
- Juin 2006 : Ciel, mon mardi ! : L'émission coup de poing (TF1)
- Juillet 2006 : Mascarade (TF1)
- Octobre 2006 : Les 40 couples stars qui font rêver les Français (TF1)
- Novembre 2006 : Où sont passées les grandes gueules ? (TF1)
- Mars 2007 : Les duos stars qui ont marqué les Français (TF1)
- Mai 2007 - Juillet 2016 : Une famille en or (TF1-(TMC)
- Mai 2007 : Les stars dans tous leurs états (TF1)
- Juin 2007 - 2012 : Fourchette & Sac à Dos (France 5)
- Novembre 2007 - Septembre 2012 : Qui sera le meilleur ce soir ? (TF1)
- Novembre 2007 - 2008 : Le Mur infernal (TMC)
- Janvier 2008 - 2009 : Next Made in France (Virgin 17)
- Février 2008 : Banzaï (NRJ 12)
- Février 2008 : Allo Sophie (TF1)
- Mai 2008 : Pas bêtes du tout (TF1)
- Mai 2008 : Nord/Sud : le grand match (TF1)
- Septembre 2008 : Dance Floor : Qui sera le plus fort ? (TF1)
- Décembre 2008 : Ma belle-mère et moi (TMC)
- Avril 2009 : Chut, chut, chut  (W9)
- Mai 2009 : Ces inconnus qui ont fait la une (TF1)
- Novembre 2009 - Février 2011 : Le Plus Grand Quiz de France (TF1)
- Octobre 2010 - Janvier 2012 : JT agité  (W9)
- Janvier 2011 : 3 Princes à Paris (TF1)
- Janvier 2011 - mars 2011 : L’œil en coulisse (France 2)
- Octobre 2011 - Janvier 2012 : Chac! (TMC)
- Novembre 2011 - Juillet 2013 : Zone paranormale (TMC)
- Janvier 2012 : Sex Crimes (13e rue)
- Janvier 2012 - Octobre 2020 : Bienvenue chez nous (TF1)
- Février 2012 : Bob Sinclar : itinéraire d'un DJ star (TF6)
- Octobre 2012 : Drôles d'animaux (TMC)
- Novembre 2012 - Décembre 2012 : Le magazine de la fin du monde (La Chaîne de la Fin du Monde)
- Janvier 2014 : 24H Déco (TF1)
- Août 2014 - juin 2016 : Bienvenue au camping (TF1)
- Octobre 2014 - Novembre 2014: Vu à la télé (M6)
- Décembre 2014 - Octobre 2020 : Bienvenue à l'hôtel (TF1)
- Août 2015 - Septembre 2015 : Ces émissions qui nous ont marqués (TMC)
- Octobre 2015 - Décembre 2015 : Le Labo de Damidot (NRJ 12)
- Janvier 2018 : Allô les secours (C8)
- Mars 2018 - en cours : Tattoo Cover (TFX)
- Septembre 2018 - en cours : Animaux à adopter (C8 puis TMC)
- Juillet 2019 : Stars tout terrain (TF1)
- Septembre 2019 - Novembre 2019 : Animal Academy (TF1)
- Janvier 2020 : Les 60 ans du one-man-show (France 3)
- Février 2020 : La Tanière, le zoo-refuge de l’espoir (C8)
- Décembre 2020 : À vous de trouver le coupable (France 3)
- Février 2021 : Les Duos mythiques de la télévision (France 3)
- Mars 2021 : Clubbin'Box (Culturebox)
- Novembre 2021 : Mon maître est une célébrité (C8)
- Janvier 2024 : Quelle année (France 2)
- Janvier 2024 - Janvier 2025 :  En bonne compagnie (France 3)